# Irish Open 1959
Die Irish Open 1959 waren die 46. Austragung dieser internationalen Meisterschaften von Irland im Badminton. Sie fanden vom 20. bis zum 21. Februar 1959 in Cork statt.

## Finalresultate
| Disziplin    | Sieger                      | Finalist                       | Ergebnis           |
| ------------ | --------------------------- | ------------------------------ | ------------------ |
| Herreneinzel | Trevor Coates               | Hugh Findlay                   | 15–11, 6–15, 15–10 |
| Dameneinzel  | Heather Ward                | Iris Rogers                    | 11–4, 11–8         |
| Herrendoppel | Tony Jordan Ronald Lockwood | Hugh Findlay Peter Waddell     | 12–15, 17–14, 15–4 |
| Damendoppel  | Iris Rogers June Timperley  | Heather Ward Barbara Carpenter | 15–6, 15–7         |
| Mixed        | Tony Jordan June Timperley  | Ronald Lockwood Iris Rogers    | 15–10, 15–7        |